# Luton DART
51°52′23″ пн. ш. 0°23′46″ зх. д. / 51.873° пн. ш. 0.396° зх. д.
Luton DART — автоматизована система перевезення пасажирів Cable Liner, що сполучає станцію Лутон-Аеропорт-Парквей та аеропорт Лутон у Бедфордширі, Англія. 
DART — це абревіатура від англ. Direct Air-Rail Transit (Прямий авіа-залізничний транзит). 
Ця лінія замінила маршрутні автобуси з метою зменшення заторів на дорогах і скорочення часу в дорозі від лондонського Сент-Панкраса до термінала аеропорту до 32 хвилин. 
Відкрито 10 березня 2023 року 

## Маршрут
Лінія DART довжиною 2,1 км починається на «Лутон-ДАРТ-Парквей», спеціально побудованій станції, що примикає до залізничної станції Лутон-Аеропорт-Парквей, що забезпечує пересадку на залізничні маршрути East Midlands Railway і Thameslink. 

Транспортні засоби DART рухаються на південний схід вздовж 350-метровим віадуком. 
Перетнувши дорогу A1081, траса повертає на схід і прямує 1,1 км бетонною виїмкою перед тим, як увійти в 350-метровий тунель мілкого закладення під пероном аеропорту. 
Східна кінцева зупинка розташована на новій підземній станції «Центральний термінал» під зоною висадки перед будівлею термінала. 

## Операції
Luton DART управляється дочірньою компанією, яка повністю належить London Luton Airport Limited. 

DART працює 24 години на добу.
Вартість одного проїзду в DART становить 4,90 фунтів стерлінгів із пільгами для мешканців Лутона та безкоштовним проїздом для власників пільгових проїзних квитків, власників синіх бейджів для інвалідів і працівників аеропорту. 

Залізничні квитки з позначкою «Аеропорт Лутон» включатимуть проїзд на DART. 

Вартість проїзду в маршрутному автобусі становив 2,40 фунтів стерлінгів за один раз, а в обидві сторони – £3.80. 
Вартість проїзду DART у розмірі 4,90 фунтів стерлінгів критикують як занадто дорогий для короткої подорожі; при ціні 3,95 фунта стерлінгів за милю одиничний тариф є задорогим для порівняння з Heathrow Express. 